# 前潭里

23°27′11.2″N 120°20′39.7″E / 23.453111°N 120.344361°E
前潭里是嘉義縣太保市轄下的行政區，以龍潭前的三山國王廟為村落中心，與後潭里緊鄰形成共同生活村落。面積為2.22042平方公里。

## 地理及聚落歷史
嘉義縣太保市前潭里，以行政轄區內的平安宮前的龍潭而得名，以平安宮為界，平安宮以東為前潭；以西為後潭。前潭里西接太保，南接梅子厝，東接後潭。行政區內的水利設施有北邊的加走埤，南邊的東後潭中排。
主要族群語言為閩南語和現代漢語。
因為社會變遷，前潭里居民現在的年輕人大部份都是外出工作，現今村落位置接近嘉義高鐵站。

## 教育
前潭里轄區目前無設立國小，國小學區為太保國小；轄區目前無設立國中，國中學區為太保國中。
太保國小：於1900年7月25日(明治33年)設立太保公學校，由古江寶信擔任教諭兼首任校長。
太保國中：於1968年8月1日(民國57年)成立，經省政府遴派，由馬恆吉擔任首任校長。

## 文化資源

### 平安宮
原奉祀「三山國王」於舊址（後潭地號111），為因應舊廟建築簡陋、年久失修等問題，遂於1986年（民國75年）9月興建新廟。於1988年（民國77年）4月竣工。
奉祀主神：三山國王
陪祀神明：玄天上帝、中壇元帥、福德正神、註生娘娘。

### 加走埤
加走埤是加走庄的一個埤溝，興建目標為改善農村的灌溉問題。
加走現已散庄，如今只剩一水埤。

## 在地傳說

### 在地領袖
在日治時代時，有五個老大人物（陳豬哥、陳清寔、馬紅蕃……等），以老蔡頭為總老大，村中內的人都相當尊敬這五個老人，也就是以這五位老人的意見為主，因此秩序良好。

### 加走
加走庄有一個埤溝，就叫「加走埤」，王大人故意要破獲蓮花穴，就藉著築水門而把加走埤的溝渠轉方向，大約轉了四、五十步之遠而已，改由庄內經過，結果沖到了蓮花頭，地理就開始這樣敗壞了，才開始挖掘，庄內就「雞不啼，狗不吠」，而庄民死的死，逃的逃，整個庄頭就這樣散掉了。